# 클롱싼

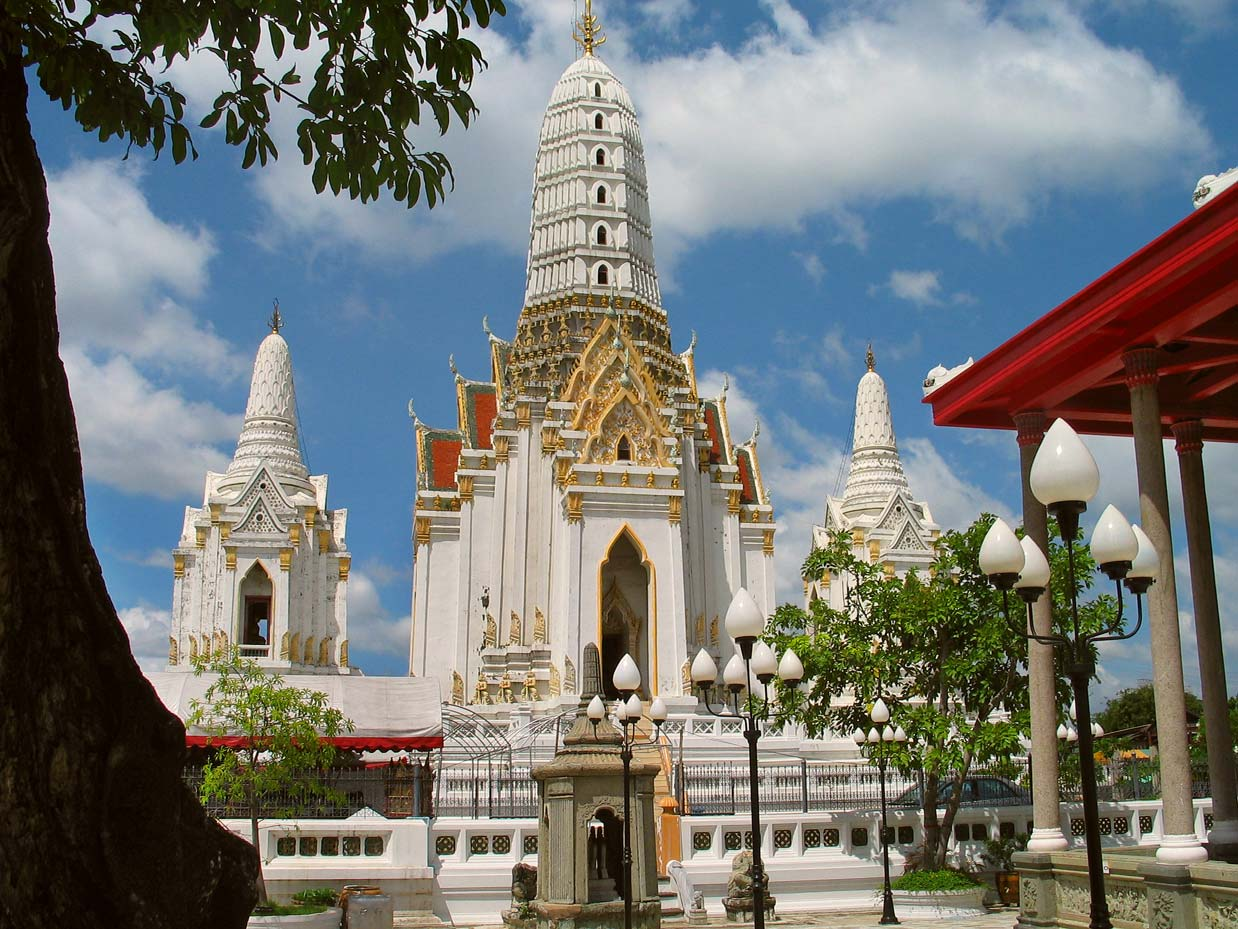

클롱싼은 방콕의 행정 구역이다. 이 지역의 총 인구 수는 2017년 기준으로 73263명이다. 인구 밀도는 10,664.19km2이다.

## 행정 구역
| 1. | Somdet Chao Phraya | สมเด็จเจ้าพระยา |
| 2. | Khlong San         | คลองสาน       |
| 3. | Bang Lamphu Lang   | บางลำภูล่าง     |
| 4. | Khlong Ton Sai     | คลองต้นไทร     |